# 2 kleine kleutertjes: Een dag om nooit te vergeten
2 kleine kleutertjes: Een dag om nooit te vergeten is een Nederlandse 3D-animatiefilm voor kleuters. Het is gebaseerd op de populaire tekenfilmpjes, met liedjes, boekjes en een theatervoorstelling naar een idee van zanger Jan Smit. Jan Smit was zelf ook een van de insprekers van de film. De film is verder ingesproken door onder anderen Chantal Janzen, Simone Kleinsma, Ronnie Flex, Waylon en de dochter van Jan Smit: Emma Smit.
De film ging in Nederland op 27 april in première en in België op 1 mei 2022 in Antwerpen. De film was half mei 2022 te zien in 80 bioscopen in Nederland. De film draaide in bioscopen als een "kleuterbios" een bioscoopfilm voor kleuters in een minder donkere bioscoopzaal en minder hard geluid.

## Achtergrond
In 2014 ontstond "2 Kleine Kleutertjes" naar een idee van Jan Smit. Filmpjes met liedjes voor kleuters. Het album "2 kleine kleutertjes" scoorde dubbel Platinum met een verkoop van meer dan 800.000 exemplaren. Een dvd met puzzelboek scoorde goud. Ook was er een succesvolle theatertour.

### Cd-album
De film werd op 5 november 2021 vooraf gegaan met een liedjesboek met een cd-album van de film. Het album bestaat uit de eerder bekende liedjes in een vernieuwde stijl en een aantal nieuwe liedjes inclusief de soundtrack van de film. De liedjes zijn dezelfde liedjes als in de film ingezongen door de stemmencast. De liedjes zijn geschreven en geproduceerd door Jan de Groot en Edwin de Groot.

## Verhaal
De film wijkt op verschillende punten af de eerdere tekenfilmpjes. In de film heten de twee kleutertjes Anna en Joey en hebben ze een eigen karakter gekregen. Daarnaast hebben ze een papa, mama en oom (Oom Bob).
Tijdens de film wordt 3D-animatie onderbroken met 2D-animatie tussenstukken die buiten de realiteit van het daadwerkelijke verhaal zijn.
In de film krijgen zusje Anna (5 jaar) en broertje Joey (4 jaar) binnenkort een broertje of zusje. Op de dag dat mama gaat bevallen worden ze door Oom Bob oom meegenomen naar de kinderboerderij. Joey wordt dol op Hap, een klein geitje met ongekende eetlust. Hap en Joey lopen weg van de kinderboerderij. Na gespeeld te hebben raakt Hap kwijt. In de zoektocht naar Hap, worden er nieuwe vrienden gemaakt en komen ze diverse hindernissen tegen.

## Rolverdeling
| Personage | Nederlandse stem                            | Vlaamse stem                          |
| --------- | ------------------------------------------- | ------------------------------------- |
| Hap       | Ronnie Flex                                 | Metejoor                              |
| Joey      | Skip Migchelsen                             | Juul Kolacny (zoon van Stijn Kolacny) |
| Anna      | Saar van Aken                               | Lola Van Huynegem                     |
| Papa      | Jan Smit                                    | Jan Smit                              |
| Mama      | Chantal Janzen                              | Olivia Trappeniers                    |
| Oom Bob   | Waylon                                      | Christoff                             |
| Oma       | Simone Kleinsma                             | Margriet Hermans                      |
| Bo        | Manou Jue Cardoso                           | Manou Jue Cardoso                     |
| Pippa     | Emma Smit (dochter van Jan Smit)            | Hanne Smet                            |
| Jayden    | Frenky-Dean Stjeward (zoon van Nienke Plas) |                                       |